# مجلس مراجعة برنامج سلطة الائتلاف المؤقتة
كانت لجنة مراجعة برنامج سلطة التحالف المؤقتة تتألف من كبار موظفي سلطة التحالف المؤقتة، المكلفين بمسؤولية مراجعة منح العقود وتقديم التوصيات بشأنها إلى مدير السلطة، بول بريمر.
وأوصت اللجنة بمنح أكثر من 800 عقد.
وكانت لها السلطة في التوصية بالإنفاق من صندوق تنمية العراق، الذي كانت سلطة الائتلاف المؤقتة تديره نيابة عن الشعب العراقي، وصندوق الإغاثة وإعادة الإعمار في العراق، الذي كانت سلطة الائتلاف المؤقتة تديره نيابة عن الشعب الأميركي.
إن النفقات من صندوق تنمية العراق، التي أوصى بها المجلس إلى مدير سلطة الائتلاف المؤقتة، بريمر، جاءت في إطار الالتزامات التي تعهد بها التحالف بموجب قرار الأمم المتحدة رقم 1483. وشملت هذه الالتزامات ضمان إدارة النفقات بطريقة منفتحة وشفافة.
ووفقا لمراجعة شركة KPMG لنفقات صندوق تنمية العراق، فإن المجلس فشل بشكل روتيني في توثيق قراراته بشكل صحيح.

## الأعضاء المصوتين في مجلس مراجعة البرنامج
- جورج وولف رئيس مجلس الإدارة/مدير مكتب الإدارة والميزانية
- حازم السعيد وزارة المالية العراقية
- كريس ميليجان الوكالة الأمريكية للتنمية الدولية
- فيكتوريا واين مديرة مكتب العمليات والبنية التحتية
- دين بيتمان الحوكمة
- نيل مولز ممثل الحكومة الأسترالية
- وليام بلوك، السياسة الاقتصادية والتنموية
- مجلس نيل هوكينز للتعاون الدولي
- بهنام بطرس وزارة التخطيط والتعاون الإنمائي العراقية
- فريد سميث نائب المستشار الأول لمكتب الشؤون الأمنية
- تيدي برايان الوكالة الأمريكية للتنمية الدولية
- العقيد فرانك بوينتون مدير مكتب العمليات والبنية التحتية
- العقيد ويليام فورد، قوة المهام المشتركة للائتلاف - 7، مراقب الحسابات
- يوسف سامي ممثل حكومة المملكة المتحدة
- كريس سواريس، السياسة الاقتصادية والتنموية
- الدكتور إدغار رودريغو وزارة التخطيط والتعاون الإنمائي العراقية
- المقدم جيم رايتزل، قوة المهام المشتركة للتحالف - 7، مراقب الحسابات
- ليندي كاميرون ممثلة حكومة المملكة المتحدة
- فريدريك سي سميث نائب المستشار الأول لمكتب الشؤون الأمنية
- كريستوفر سيجار ممثل حكومة المملكة المتحدة
- هايدي فينامور ممثلة الحكومة الأسترالية
- الرائد تود جونديك، قوة المهام المشتركة للتحالف - 7، مراقب الحسابات
- رودني بنت رئيس مجلس الإدارة/مدير مكتب الإدارة والميزانية

## محاضر
لم يكتمل أيٌّ من المحاضر، وهناك العديد منها مفقود.
في بعض الحالات، لم يتضمن المحضر قائمة حضور. وحتى مع وجود قائمة حضور، لم تُذكر دائمًا أدوار الحاضرين وألقابهم.
ونادرا ما سجلت المحاضر ما إذا كان الحاضرون قد راجعوا ووافقوا على محضر الاجتماع السابق، أو تاريخ الاجتماع التالي.
ونادرا ما سجلت المحاضر صياغة الاقتراحات، أو من أيدها، أو من صوت لصالحها أو ضدها، أو حتى عدد الأصوات.
وفي بعض الحالات التي كانت فيها قائمة الحضور جزءًا من محاضر الاجتماعات، اُتَّخِذَت القرارات عندما لم يكن النصاب القانوني للمجلس.
يشير تقرير مراجعة KPMG لصندوق تنمية العراق إلى أنه من بين محاضر اجتماعات مجلس مراجعة البرامج الـ 43 التي اطلعت عليها، وجميعها من عام 2003، لم يحضر العضو العراقي سوى اجتماعين. وتُدرج قائمة المحاضر المتاحة على الموقع الإلكتروني للمجلس 34 اجتماعًا في ذلك العام.
- يونيو 7, 2003 (.pdf)

[usurped]
- يونيو 8, 2003 (.pdf)

[usurped] Additional notes to the meeting of June 6  [ك‍].
- يونيو 21, 2003 (.pdf)

[usurped]
- يونيو 25, 2003 (.pdf)

[usurped]
- يوليو 5, 2003 (.pdf)

[usurped]
- يوليو 8, 2003 (.pdf)

[usurped]
- يوليو 12, 2003 (.pdf)

[usurped]
- يوليو 15, 2003 (.pdf)

[usurped]
- يوليو 27, 2003 (.pdf)

[usurped]
- يوليو 29, 2003 (.pdf)

[usurped]
- أغسطس 12, 2003

[usurped]
- سبتمبر 1, 2003

[usurped]
- سبتمبر 2, 2003

[usurped]
- سبتمبر 7, 2003 (.pdf)

[usurped]
- سبتمبر 9, 2003 (.pdf)

[usurped]
- سبتمبر 13, 2003 (.pdf)

[usurped]
- أكتوبر 7, 2003 (.doc)

[usurped]
- أكتوبر 8, 2003

[usurped]
- أكتوبر  11, 2003

[usurped]
- أكتوبر  18, 2003

[usurped]
- أكتوبر  21, 2003

[usurped]
- أكتوبر  25, 2003

[usurped]
- أكتوبر 28, 2003

[usurped]
- نوفمبر 1, 2003

[usurped]
- نوفمبر 8, 2003

[usurped]
- نوفمبر 11, 2003

[usurped]
- نوفمبر 15, 2003

[usurped]
- نوفمبر 22, 2003

[usurped]
- نوفمبر 29, 2003

[usurped]
- ديسمبر 2, 2003

[usurped]
- ديسمبر 6, 2003

[usurped]
- ديسمبر 14, 2003

[usurped]
- ديسمبر 20, 2003

[usurped]
- ديسمبر 29, 2003

[usurped]
- يناير 3, 2004

[usurped]
- يناير 10, 2004

[usurped]
- يناير 17, 2004

[usurped]
- يناير 24, 2004

[usurped]
- يناير 31, 2004

[usurped]
- فبراير 8, 2004

[usurped]
- فبراير 15, 2004

[usurped]
- فبراير 24, 2004

[usurped]
- مارس 6, 2004

[usurped]
- مارس 10, 2004

[usurped]
- مارس 29, 2004

[usurped]
- أبريل 7, 2004

[usurped]
- أبريل 14, 2004

[usurped]
- أبريل 28, 2004

[usurped]
- مايو 12, 2004

[usurped]
- مايو 15, 2004

[usurped]
- يونيو 2, 2004

[usurped]

## روابط خارجية
- تقرير المراجعة لصندوق تنمية العراق
- ملاحظات حول غياب ضوابط التدقيق الداخلي لدى هيئة المحاسبين القانونيين المعتمدين (.pdf)